# (35609) 1998 HC132
1998 HC132 (asteroide 35609) é um asteroide da cintura principal. Possui uma excentricidade de 0.06933960 e uma inclinação de 5.50241º.
Este asteroide foi descoberto no dia 19 de abril de 1998 por LINEAR em Socorro.